# Gavin Volure
"Gavin Volure" é o quarto episódio da segunda temporada da série de televisão de comédia de situação norte-americana 30 Rock, e o quadragésimo da série em geral. Teve o seu enredo escrito pelo co-produtor supervisor John Riggi, e foi realizado por Gail Mancuso. A sua transmissão nos Estados Unidos ocorreu na noite de 20 de Novembro de 2008 através da National Broadcasting Company (NBC). Os actores convidados foram Steve Martin, Bobb'e J. Thompson e Zachary James. O ex-tenista profissional John McEnroe e o narrador Bill Kurtis também participaram do episódio desempenhando versões fictícias de si mesmos.
No episódio, a argumentista Liz Lemon (interpretada por Tina Fey) conhece Gavin Volure (Martin), um amigo do seu chefe Jack Donaghy que fica bastante encantado por Liz. Gavin oferece a Jack uma oportunidade de negócio secreta, fazendo com que este último encoraje o relacionamento amoroso entre Gavin e Liz; porém, tudo isto vai por água abaixo quando Jack descobre que o seu amigo não é tão bem sucedido o quanto alega. Enquanto isso, o estagiário Kenneth Parcell (Jack McBrayer) investe uma parte do seu dinheiro no empreendimento de Gavin. Em outros lugares, Tracy Jordan (Tracy Morgan) teme que seus filhos estejam a tentar lhe matar.
Em geral, "Gavin Volure" foi recebido com opiniões positivas pela crítica especialista em televisão do horário nobre, com a maior parte dos elogios sendo atribuídos ao enredo e também a Martin pelo seu desempenho, que inclusive recebeu uma nomeação a um prémio Emmy. Conforme os dados publicados pelo serviço de mediação de audiências Nielsen Ratings, este episódio foi assistido em 7,30 milhões de domicílios norte-americanos durante a sua transmissão original, e recebeu a classificação de 3,5 e oito de share no perfil demográfico dos telespectadores entre os dezoito aos 49 anos de idade.

## Produção
"Gavin Volure" é o quarto episódio da terceira temporada de 30 Rock. O seu enredo foi escrito pelo co-produtor executivo John Riggi — tornando-se no seu sexto crédito como argumentista em 30 Rock, e o primeiro da temporada — e foi realizado por Gail Mancuso, no seu quinto crédito como realizadora na série, sendo "The One with the Cast of Night Court" o mais recente. Apesar dos seus nomes terem sido listados durante a sequência de créditos finais, os actores Jane Krakowski e Keith Powell, respectivos intérpretes das personagens Jenna Maroney e James "Toofer" Spurlock, não participaram de "Gavin Volure."

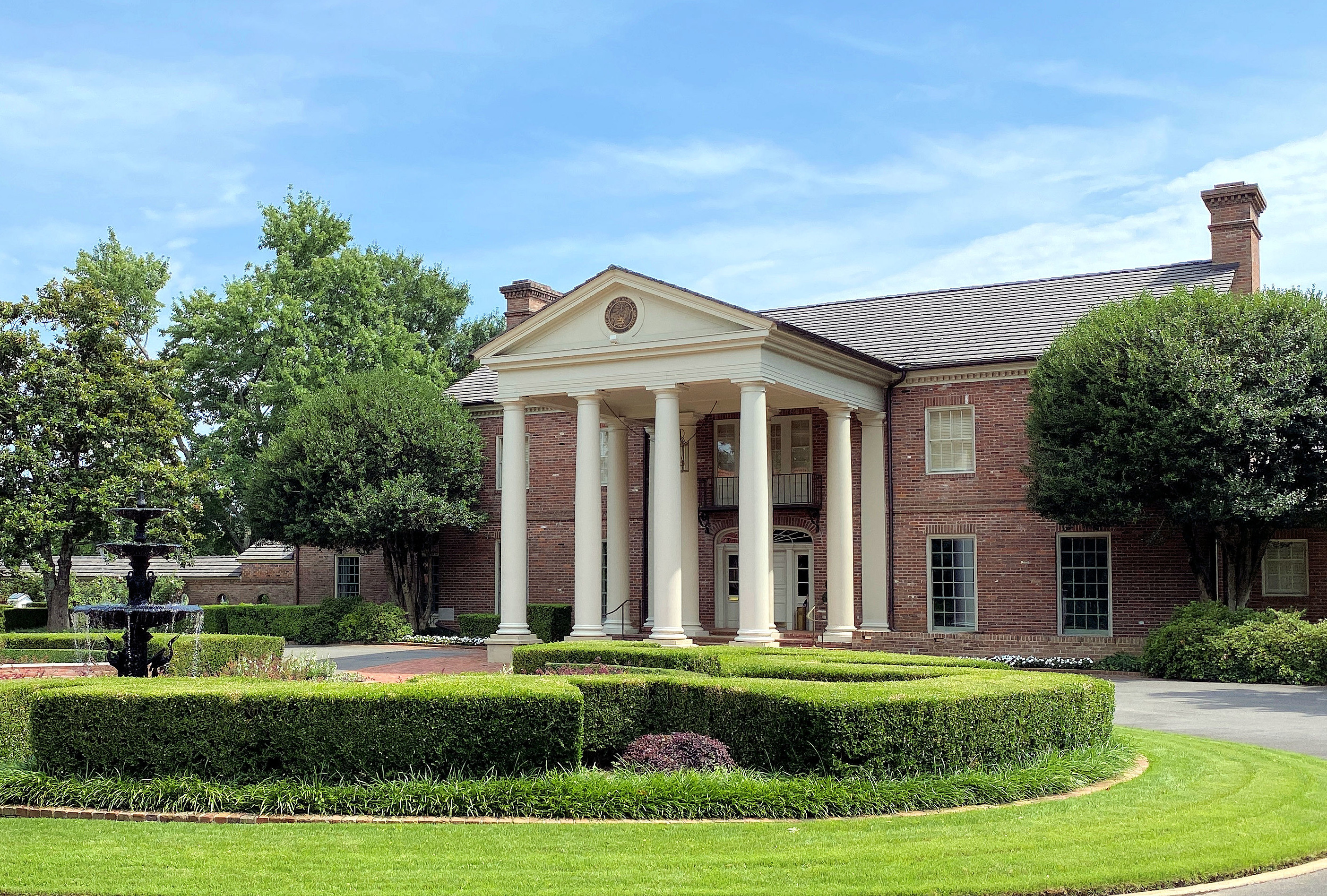
Imagens de arquivo da Mansão do Governador de Arkansas foram usadas para ilustrar o exterior da casa de Gavin Volure.

A participação especial do actor Steve Martin foi primeiramente anunciada em Setembro de 2008. Neste episódio ele interpretou a personagem-título, cujo apelido Volure é um anagrama e homónimo da palavra francesa "voleur", usada para descrever alguém que rouba. Martin e Tina Fey — criadora, produtora executiva e argumentista-chefe de 30 Rock — co-estrelaram o filme de comédia Baby Mama (2008). Para ilustrar o exterior da casa de Gavin Volure neste episódio, imagens de arquivo da Mansão do Governador do Arkansas foram usadas. "Gavin Volure" marcou a estreia do actor Bobb'e J. Thompson em 30 Rock, interpretando Tracy, Jr, filho de Tracy Jordan. Assim, marcou a segunda vez que Thompson interpreta o papel de filho de uma personagem desempenhada por Tracy Morgan, tendo ele dado vida a Jimmy no seriado The Tracy Morgan Show em 2003. Thompson viria mais tarde a participar nos episódios "The Bubble" e "Sun Tea". Outra participação especial foi do ex-tenista profissional John McEnroe, cuja primeira aparição no seriado foi em "The Head and the Hair" na primeira temporada.
O actor e comediante Judah Friedlander, intérprete da personagem Frank Rossitano em 30 Rock, é conhecido pelos seus bonés de camioneiro de marca registada que usa dentro e fora da personagem Frank. Os chapéus normalmente apresentam palavras ou frases curtas estampadas neles. Friedlander afirmou que ele próprio é quem faz os acessórios. Revelou também que "alguns deles são brincadeiras íntimas, e alguns são simplesmente piadas." A ideia veio do persona de Friedlander nas suas apresentações de comédia stand up, nas quais os objectos de adorno estão todos estampados com a escrita "campeão mundial" em línguas e aparências diferentes. Em "Gavin Volure," Frank usa um boné que lê "Role Model," uma referência ao filme homónimo (2008) esrelado por Bobb'e J. Thompson.
Duas cenas filmadas para "Gavin Volure" foram cortadas da transmissão para a televisão e, ao invés disso, inclusas como parte do bónus do DVD da terceira temporada da série. Na primeira cena, Jack, em voice-over, fala sobre o Terraço Edison, localizado nos jardins do telhado do edifício da General Electric. "É um jardim privado no terraço para os diretores executivos da empresa. O templo interior dos empreendimentos norte-americanos. O único estranho permitido lá é uma mulher da limpeza muda que nunca dormiu com um homem." A cena apresenta seis homens, incluindo o Don Geiss (Rip Torn). Na segunda cena, uma personagem anónima desempenhada por Liz Holta que trabalha como estagiária para Jenna Maroney (Jane Krakowski) expressa o seu ânimo por trabalhar com Jenna e revela o seu desejo de um dia ser como ela. Jenna acredita que a estagiára deseja tornar-se uma actriz, o que lhe causa uma inveja raivosa e leva-lhe a arrancar o brinco da estagiária. Esta última cena foi inclusa em "Season 4", episódio de estreia da quarta temporada de 30 Rock.

## Enredo
Jack Donaghy (Alec Baldwin) leva Liz Lemon (Tina Fey) como acompanhante a um jantar organizado pelo seu amigo empresário Gavin Volure (Steve Martin). Gavin fica intrigado por Liz e convida-a para passar o fim de semana com ele. Embora ela aceite o convite, começa a se questionar acerca do futuro do relacionamento, como ele sore de agorafobia. O empresário explica-lhe a sua rotina diária, revelando que as suas fobias impedem-lhe de ser sexualmente íntimo, fazendo a argumentista ponderar um possível relacionamente com ele. Porém, quando Liz decide sair para passear com ele, Gavin confessa que na verdade não tem agorafobia e que está sob prisão domiciliar por incêndio, fraude, apropriação indébita e racketeering. Chocada, Liz volta a Nova Iorque e conta tudo a Jack, que se sente horrível por ter investido o dinheiro de Kenneth Parcell (Jack McBrayer) no empreendimento de Gavin, que supostamente estava a formar uma nova empresa. Mais tarde, o empresário escapa da prisão domiciliária e aparece nos estúdios do TGS, expressando que desistiu de uma fuga para o Canadá pois pretende levar Liz consigo. Liz recusa a proposta e, não querendo voltar para a prisão, Gavin ameaça se suicidar, sendo impedido de tal por Tracy Jordan (Tracy Morgan). Enquanto isso, Tracy, por sua vez, começa a questionar-se acerca da razão dos seus filhos quererem passar tanto tempo consigo. Um dia, Tracy assiste a um especial televisivo sobre Lyle e Erik Menendez, levando-lhe a acreditar que os seus filhos estejam a planear um patricídio. Como resultado, Tracy compra uma boneca sexual japonesa parecida consigo para servir de chamariz para enganá-los. Eventualmente, Tracy percebe que exagerou, mas adverte ao seu filho Tracy Jr. (Bobb'e J. Thompson) que se ele morresse, ele e seu irmão serão condenados à prisão.

## Lançamento e repercussão

### Transmissão e audiência
Nos Estados Unidos, "Gavin Volure" foi transmitido pela primeira vez na noite de 20 de Novembro de 2008 através da NBC como o quadragésimo episódio de 30 Rock. Naquela noite, segundo as estatísticas publicadas pelo serviço de mediação de audiências Nielsen Ratings, foi assistido por uma média de 7,30 milhões de famílias norte-americanas e recebeu a classificação de 3,5 e oito de share no perfil demográfico dos telespectadores entre os dezoito aos 49 anos de idade. O 3,5 refere-se a 3,5 por cento de todas as pessoas de 18-49 anos de idade nos EUA, e os oito refere-sem a soito por cento de todas as pessoas de 18-49 anos de idades assistindo televisão no momento da transmissão.
No perfil demográfico dos telespectadores masculinos entre os dezoito aos 34 anos de idade, 30 Rock teve a classificação mais alta da noite, empatando com o seriado Anatomia de Grey, enquanto no perfil demográfico dos telespectadores entre os dezoito aos 34 anos de idade, teve a segunda classificação mais alta. Em relação a The Office, programa transmitido meia-hora antes, 30 Rock registou uma melhoria de 26 por cento no perfil demográfico dos adultos entre as idades de dezoito a 49, e de 31 por cento em número de telespectadores. Naquela semana, 30 Rock foi o nono programa mais assistido do horário nobre das três maiores emissoras do país: ABC, CBS e NBC.

### Análises da crítica
| Críticas profissionais | Críticas profissionais |
| Avaliações da crítica  | Avaliações da crítica  |
| Fonte                  | Avaliação              |
| ---------------------- | ---------------------- |
| Alan Sepinwall         | (negativa)             |
| AOL                    | (positiva)             |
| A.V. Club              | B+                     |
| Entertainment Weekly   | (positiva)             |
| IGN                    | 8,9/10                 |
| TV Guide               | (positiva)             |

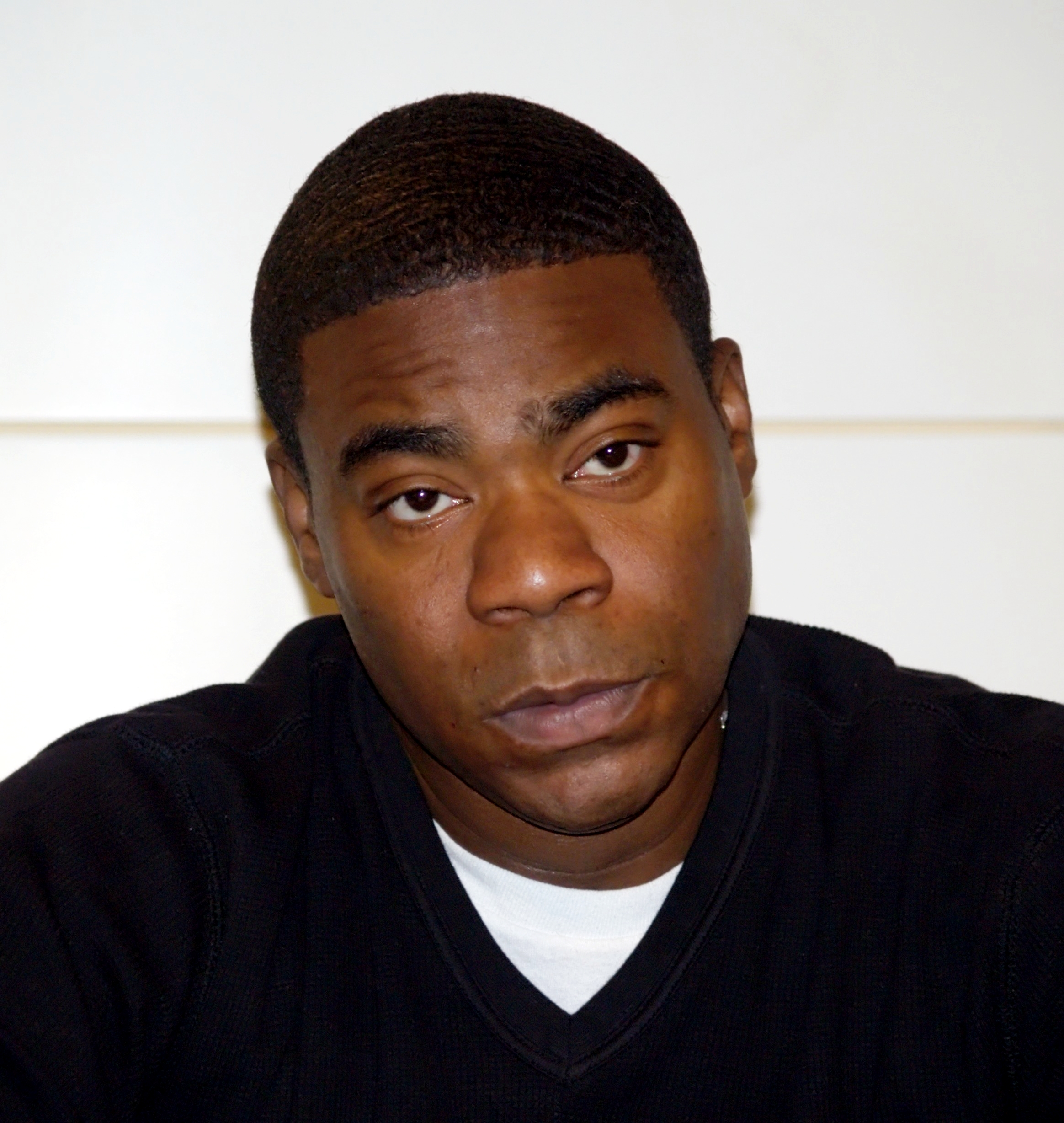
Alguns analistas de televisão apontaram a trama de Tracy Morgan como a mais "enfadonha" do episódio.

Para Matt Webb Mitovich, da revista de entretenimento TV Guide, Martin enquadrou-se "muito bem" neste "episódio engraçado," comentando que ele interpreta uma personagem "pateta e desequilibrada tão bem." Robert Canning, analista de televisão do portal britânico IGN, partilhou esta opinião acerca do desempenho de Martin, que foi, segundo ele, um "encaixe perfeito para Gavin, desempenhando ele como o suave e sofisticado que nos é primeiramente apresentado, e também como o foragido disparatod que termina o episódio." Acerca do episódio como um todo, também descreveu-o como "engraçado" e atribuiu elogios à trama de Tracy. Porém, em contrapartida, na sua análise para a revista eletrónica Entertainment Weekly, Jeff Labrecque viu essa trama como a mais fraca de "Gavin Volure," mas recebeu a trama principal de Liz e Gavin com mais ânimo, opinando que Tina Fey e Martin "falam a mesma língua," e expressando uma vontade de rever a personagem Gavin na 'serie. Na sua análise para a coluna televisiva TV Squad do portal AOL, o crítico Bob Sassone afirmou que tanto Martin quanto Jerry Seinfeld e Carrie Fisher, actores que participaram da segunda temporada de 30 Rock, "pertencem ao mundo de 30 Rock, e Martin é silenciosamente engraçado como o agorafóbico amigo ... rico ... de Jack que gosta de Liz."
Embora tenha ficado agradado pelo episódio "hilariante" na sua resenha para o jornal de entretenimento A.V. Club, o repórter Nathan Rabinsentiu que "não foi um dos melhores de sempre, mas conseguiu providenciar humor de forma rápida." Outra opinião negativa também veio de Alan Sepinwall, colunista de televisão do The Star-Ledger, para quem "Gavin Volure" foi "um dos mais episódios fracos de sempre de 30 Rock," explicando que esta afirmação surge pois sentiu-se "desorientado" por episódio com Alec Baldwin, Fey e Martin "juntos, só me fez rir uma vez, e nem foram risos providenciados por eles."

### Prémios e nomeações
Na 61.ª cerimónia anual dos Prémios Emmy do horário nobre, decorrida na noite de 20 de Setembro de 2009, Steve Martin recebeu uma nomeação na categoria Melhor Actor Convidado em Série de Comédia. Porém, foi Justin Timberlake que saiu vencedor pelo seu desempenho na apresentação de Saturday Night Live. Na 13.ª cerimónia anual dos Prémios Online Film & Television Association, Martin recebeu outra nomeação na categoria homónima, que também perdeu para Timberlake.